# ترنتون (نیویورک)
ترنتون (به انگلیسی: Trenton) یک منطقهٔ مسکونی در ایالات متحده آمریکا است که در شهرستان اونیدا، نیویورک واقع شده‌است. ترنتون ۱۱۳٫۲۳ کیلومتر مربع مساحت و ۴٬۴۹۸ نفر جمعیت دارد و ۲۴۴ متر بالاتر از سطح دریا واقع شده‌است.